# Фондиторе (Асколи Пичено)
Фондиторе (итал. Fonditore) насеље је у Италији у округу Асколи Пичено, региону Марке.
Према процени из 2011. у насељу је живело 21 становника. Насеље се налази на надморској висини од 766 м.